# Ноктурно
Ноктурно (итал. Notturno, фр. Nocturnal,   – „ноћна музика“) је музичка композиција сањарског, сетног карактера. 
У доба романтике ноктурно је био омиљена клавирска минијатура. Композитори су најчешће писали ноктурна за клавир, а веома ретко за неки други инструмент или глас. Први ноктурно за клавир написао је Џон Филд (1782–1837), а писац најпознатијих ноктурна био је Фредерик Шопен (1810–1849). Ноктурно је углавном писан у облику сложене песме изражајне мелодије и разложених акорда.